# Polidimetilsiloxano

Fórmula estructural del polidimetilsiloxano

El polidimetilsiloxano o PDMS o dimeticona es el polímero lineal del dimetilsiloxano. Pertenece al grupo de los compuestos de organosilicio, sustancias comúnmente conocidas como siliconas. El PDMS es el polímero orgánico basado en silicio más extensamente usado y particularmente conocido por sus propiedades reológicas inusuales. El polidimetilsiloxano es transparente y, generalmente inerte, inocuo y no inflamable. Sus aplicaciones varían desde lentes de contacto y artilugios médicos hasta elastómeros. También lo podemos encontrar en champús, como aditivo en alimentos, lubricantes y recubrimientos resistentes al calor. Funciona como acondicionador a través de sus propiedades lubricantes que facilitan el cepillado y suavizan la piel. Esta lubricación, además, hace más agradable la aplicación de cremas en la piel, ya que hace más fácil el extenderlas.
En Estados Unidos, la FDA aprueba el uso de la dimeticona como segura, ya que se ha usado de manera general durante muchos años.

## Estructura
La fórmula química para el PDMS es CH3[Si(CH3)2O]nSi(CH3)3, donde n es el número de unidades monoméricas [SiO(CH3)2]. La síntesis industrial puede emplear dimetildiclorosilano y agua según la siguiente reacción:
n Si(CH3)2Cl2 + n+1 H2O   →   HO[-Si(CH3)2O-]n H + 2n HCl
La reacción de polimerización implica cloruro de hidrógeno. Para usos médicos y domésticos se utiliza un proceso en el que los átomos de cloro en el dimetilclorosilano se reemplazan grupos acetato. En este caso la polimerización produce ácido acético, que es menos agresivo químicamente que el HCl.

### Ramificación y terminaciones
La hidrólisis de Si(CH3)2Cl2 genera un polímero terminado en dos grupos silanol (-Si(CH3)2OH]). Estos centros reactivos normalmente se cierran con  cloruro de trimetilsililo:
2 Si(CH3)3Cl  +  [Si(CH3)2O]n-2[Si(CH3)2OH]2   →   [Si(CH3)2O]n-2[Si(CH3)2O Si(CH3)3]2 + 2 HCl
Los precursores silánicos con grupos más ácidos y menos grupos metilo, como el metiltriclorosilano se pueden utilizar para añadir ramificaciones en la cadena polimérica. En condiciones ideales cada unidad monomérica es un punto de ramificación. Los precursores con tres grupos metilo se pueden utilizar para reducir la masa molecular, dado que cada molécula sólo tiene un sitio reactivo.
El PDMS con una bajo índice de polidispersión y gran homogeneidad se produce por una polimerización de apertura anular aniónica controlada del hexamethilciclotrisiloxano. Con esta metodología se puede sintetizar bloques lineales de copolímeros y muchas otras estructuras macromoleculares.
El polímero se produce en una gran variedad de viscosidades, variando desde un líquido hasta un semisólido gomoso. La molécula del PDMS tiene cadenas poliméricas flexibles debido a sus enlaces siloxano, que son análogos a los enlaces éter en el poliuretano para dotarlo de elasticidad. Las cadenas flexibles se enmarañan líbremente cuando la masa molecular es alta, lo que le otorga al PDMS un alto nivel de viscoelasticidad.

## Propiedades

### Propiedades mecánicas

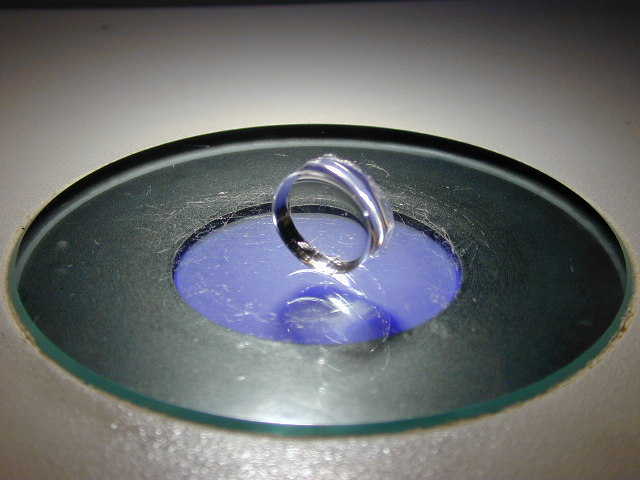
Cilindro de PDMS en una lupa binocular.

El PDMS es viscoelástico, lo que significa que a temperaturas altas o a tiempos de flujo altos, actúa como un líquido viscoso, parecido a la miel. Sin embargo, a bajas temperaturas o tiempos de flujo bajos, se comporta como un sólido elástico, como la goma. En otras palabras, si se deja PDMS sobre una superficie una noche, este se extenderá por toda la superficie y se amoldará todas las imperfecciones de esta. Sin embargo, si dejamos caer una bolita de PDMS sobre una superficie, la bolita rebotará.
El módulo de cizalladura del PDMS depende de la forma de prepararlo, pero normalmente varía entre 100kPa y 3Mpa. La pérdida dieléctrica es muy pequeña.

### Compatibilidad química
Tras la polimerización y la reticulación, los ejemplares sólidos del PDMS presentarán una superficie fuertemente  hidrofóba. Esta superficie presentará brillo metálico, aunque la sustancia sea clara y transparente. La química de la superficie complica que los disolventes polares, como el agua, puedan "mojar" la superficie del PDMS,y puede ayudar a la adsorción de contaminantes hidrofóbos. La oxidación por plasma se puede usar para alterar las propiedades químicas de la superficie del PDMS, añadiendo grupos silanol, SiOH. El plasma de aire y el plasma de argon servirán para esta aplicación. Este tratamiento provee a la superficie de zonas hidrofílas, permitiendo al agua u otros disolventes polares "mojar" el PDMS, lo que frecuentemente se precisa en los microfluidos basados en agua. La superficie oxidada resiste la adsorción de las especies hidrofóbas o negativamente cargadas. Las superficies oxidadas son estables durante 30 minutos expuestas al aire, tras un cierto tiempo la recuperación de las propiedades hidrofóbicas es inevitable, independientemente del medio en el que se encuentre el PDMS, incluyendo el vacío.
Los ejemplares sólidos, independientemente de si la superficie está oxidada o no, no permitirán a los disolventes acuosos infiltrarse e hinchar el material. En consecuencia, las estructuras de PDMS pueden ser empleadas en combinación con disolventes a base de agua y alcohol sin deformación del material. Sin embargo, muchos disolventes orgánicos difundirán hacia el interior del material aumentando su tamaño, haciéndolos incompatibles con los objetos de PDMS. A pesar de esto algunos disolventes orgáncios modifican tan poco el tamaño que se pueden utilizar con el PDMS. El ratio de aumento de tamaño es aproximadamente inversamente proporcional a la solubilidad del disolvente. La Diisopropilamina hincha el PDMS al máximo;los disolventes como el cloroformo, el éter, y el THF hinchan el material bastante. La acetona, el 1-propanol, y la piridina modifican poco el tamaño. Los alcoholes y los disolventes polares como el metanol, el glicerol y el agua no afectan al material de forma apreciable.

## Aplicaciones
El Polidimetilsiloxano es utilizado en el área agrícola como adyuvante o coadyuvante, utilizado junto a herbicidas, acaricidas, fungicidas, bactericidas e insecticidas foliares, tienen la función de adherir los agroquímicos al follaje de la planta.
El PDMS se utiliza también como
- Aditivo alimentario E-900[8]
- En la fabricación de juegos para niños. Al mezclarlo con arena, esta obtiene una textura y consistencia idéntica a la arena húmeda, por lo que puede usarse para construir castillos, dar forma a objetos, etc.
- En la producción de lubricantes termorresistentes.
- En la composición de geles que previenen a los deportistas de las rozaduras en la piel
- En la producción de agentes antiespumantes y tensioactivos[9] y en una forma modificada, como un vehículo para herbicidas[10]
- En líquidos hidráulicos.
- Como resina en litografía.[11]
- La mezcla de PDMS con dióxido de silicio sirve en medicamentos y cosméticos como carminativo y agente antiespumante[12][13]
- Para la fabricación de condensadores y otras piezas electrónicas.
- En cromatografia gas-líquido (GLC).
- Como antipediculítico para el tratamiento de piojos y liendres.[14]